# Grosbous
Grosbous (luxemburgisch Groussbusⓘ) ist eine ehemalige Gemeinde im Nordwesten des Großherzogtums Luxemburg. Auf 20,1 km² lebten am 1. Januar 2023 1134 Einwohner dort. Am 1. September 2023 wurde sie mit Wahl zur Gemeinde Grosbous-Wahl vereinigt.

## Zusammensetzung der Gemeinde
Die Gemeinde Grosbous bestand aus den folgenden Ortschaften:
- Dellen,
- Grosbous,
- Lehrhof.

## Fusion
Nach eingehenden Verhandlungen im Sinne einer eventuellen Fusion der Gemeinden Grosbous und Wahl fand am 27. Juni 2021 in beiden Gemeinden ein Referendum statt, damit sich die Einwohnerschaft zu dem geplanten Fusionsprojekt äußern kann. In beiden Gemeinden sprach sich eine Mehrheit für eine Fusion aus.